# Norbert Reimann
Norbert Reimann (* 24. September 1943 in Wünschelburg, Kreis Glatz, Provinz Niederschlesien) ist ein deutscher Historiker und Archivar.

## Leben
Norbert Reimann studierte Geschichte, Soziologie und Katholische Theologie an den Universitäten Bonn und Bochum. Von 1968 bis 1972 war er wissenschaftlicher Assistent an der Universität Bochum und schloss dort 1971 seine Promotion ab. Nach dem Archivreferendariat an der Archivschule Marburg (1972–74) wurde er stellvertretender Leiter des Stadtarchivs Dortmund. 1987 wechselte er als Leiter zum Westfälischen Archivamt und wurde Direktor der Vereinigten Westfälischen Adelsarchive. 2008 trat er in den Ruhestand.
Reimann war zwischen 1994 und 2013 Lehrbeauftragter bzw. 2003 Honorarprofessor an der Fachhochschule Potsdam. Seit 1986 war er ordentliches Mitglied der Historischen Kommission für Westfalen sowie Autor und Herausgeber zahlreicher fachwissenschaftlicher Publikationen. Von 1993 bis 2001 war er Vorsitzender des archivarischen Berufsverbands Verein deutscher Archivare.

## Schriften (Auswahl)
- mit Gustav Luntowski und Günther Högl: Geschichte der Stadt Dortmund. In: Stadtarchiv Dortmund (Hrsg.): Dortmunder Leistungen. Band 2, Harenberg, Dortmund 1994, ISBN 3-611-00397-2.
- Kleine Geschichte des Amtes Lütgendortmund sowie der Ämter Dorstfeld und Marten. Stadtsparkasse, Dortmund 1993.
- Heimatverein Kurl/Husen e. V. (Hrsg.): 800 Jahre Kirchspiel Kurl. Geschichtlicher Rückblick auf Kurl, Husen und die ehemals zum Kirchspiel gehörenden Orte. Heimatverein Kurl/Husen, Dortmund 1990, OCLC 76041437.
- Kleine Geschichte des Amtes Brackel. Stadtsparkasse, Dortmund [1985], DNB 860710351.
- Königshof – Pfalz – Reichsstadt. Bilder und Texte zur Entstehung der Stadt Dortmund. Stadtarchiv, Dortmund 1984, DNB 860821900.
- mit Hanneliese Palm und Hannelore Neufeld: Dortmund – Ein historischer Zahlenspiegel. 1000 Daten zur Stadtgeschichte. 2. Auflage. Ruhfus, Dortmund 1982, ISBN 3-7932-4081-9.
- mit Hanneliese Palm und Hannelore Neufeld: Dortmunder Chronik. 1000 Daten zur Stadtgeschichte. Stadtarchiv, Dortmund 1978, DNB 830305297.
- Die Freiherren von und zu Brenken. 800 Jahre Familiengeschichte im Paderborner Land. Bonifatius Verlag, Paderborn 2019, ISBN 978-3-89710-835-6.